# Levesville-la-Chenard
Levesville-la-Chenard – miejscowość i gmina we Francji, w Regionie Centralnym, w departamencie Eure-et-Loir.
Według danych na rok 1990 gminę zamieszkiwało 216 osób, a gęstość zaludnienia wynosiła 16 osób/km² (wśród 1842 gmin Regionu Centralnego Levesville-la-Chenard znajduje się na 923. miejscu pod względem liczby ludności, natomiast pod względem powierzchni na miejscu 963.).